# RR Lyrae
RR Lyrae – gwiazda zmienna w gwiazdozbiorze Lutni, znajdująca się w odległości ok. 854 lat świetlnych od Słońca. Od niej wzięła nazwę cała grupa gwiazd zmiennych typu RR Lyrae.

## Właściwości fizyczne
Jasność widoma gwiazdy waha się w granicach 7–8m, a absolutna to +0,61m. Świeci ona ok. 49 razy jaśniej od Słońca. 
Okres zmienności to ok. 13,5 godziny.